# Test SSNIP
Il test SSNIP (in inglese Small but Significant and Non-transitory Increase in Prices, letteralmente "Aumento dei prezzi piccolo ma significativo e non transitorio") o test del monopolista ipotetico è un esperimento concettuale atto ad identificare il potere di mercato di un'azienda. Il test è utilizzato nel diritto concorrenziale per definire un mercato rilevante e considerare l'attuazione di un eventuale intervento statale nel caso in cui il mercato in questione sia valutato un monopolio.

## Storia
Il Dipartimento della giustizia degli Stati Uniti d'America introdusse il test SSNIP come strumento per la definizione di mercato e la valutazione dei relativi poteri nelle sue guide linea per la fusione societaria (Merger Guidelines) del 1982.
L'adozione e l'utilizzo dello stesso strumento nell'Unione europea illustrato dalla Comunicazione della Commissione sulla definizione del mercato rilevante ai fini dell'applicazione del diritto comunitario in materia di concorrenza del 1997.
Nel 2004, l'Unione Europea incorpora formalmente la definizione di mercato per la valutazione di fusioni societarie orizzontali con l'entrata in vigore del suo nuovo regolamento in materia di concorrenza.

## Funzionamento
L'obiettivo del test è identificare il più piccolo mercato rilevante all'interno del quale un monopolista ipotetico, o un cartello possa imporre un aumento di prezzi significativo e profittevole. Il mercato rilevante consiste di un insieme di beni e/o servizi che il consumatore considera sostituibili. Nel caso in cui un solo fornitore supporta la domanda del mercato con la sua offerta, esso può aumentare i prezzi senza che i consumatori possano rivolgersi ad altri fornitori di beni e servizi sostitutivi.
L'aumento dei prezzi piccolo ma significativo è generalmente fissato al 5-10%. Se si dovesse applicare il test fra due prodotti A e B, e si ottenesse che, all'aumentare dei prezzi di A del 10%, una fetta di consumatori di A scegliesse di passare a B, e che tale riduzione della domanda di A rendesse l'aumento non redditizio, si può concludere che il mercato non vale di essere monopolizzato, e come tale non sarebbe un mercato rilevante ai fini dell'investigazione sull'abuso di potere dominante.
Altri prodotti, a questo punto, dovrebbero essere inclusi nel mercato ai fini della valutazione..
All'atto pratico, il test può essere cruciale per le autorità antitrust nel valutare l'approvazione o l'impedimento di una fusione societaria nel caso in cui le dimensioni dell'organizzazione risultante vengano considerate pericolose per la concorrenza.